# 頭蓋骨

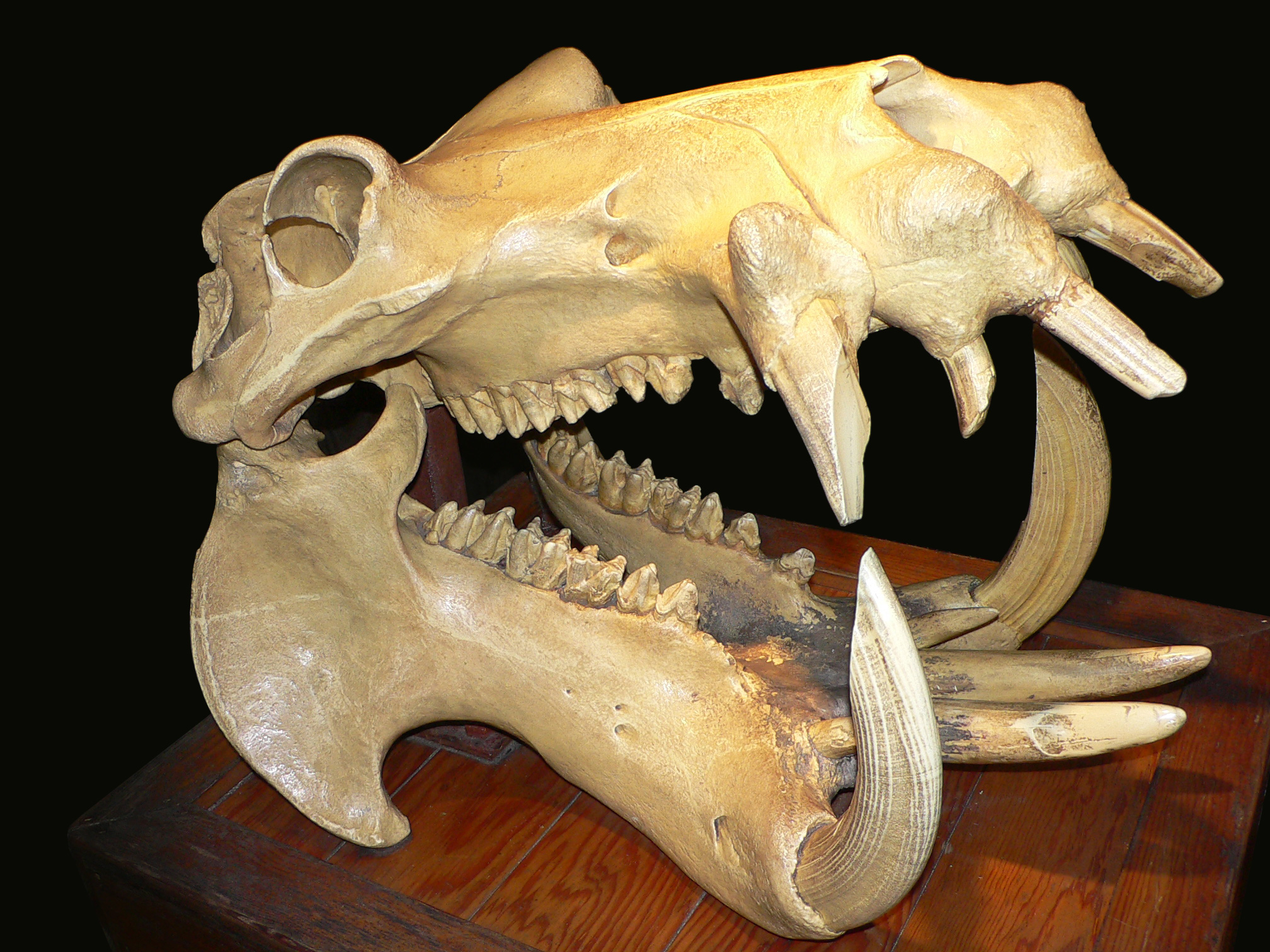
河馬の頭蓋骨。

頭蓋骨（ずがいこつ、とうがいこつ）は、頭の全体的な枠組みとしてはたらく、有頭動物の骨様構造である。頭蓋骨は、顔の構造を支持し、脳を外傷から保護する。一般的な読みとしては「ずがいこつ」「とうがいこつ」双方を用いるが、解剖学では「とうがいこつ」とのみ呼称、形質人類学では頭骨と表記して「とうこつ」と称し、「ずがいこつ」という読み方は学問的には用いられない。なお、医療の場では他に橈骨が存在するため、「とうこつ」と呼ぶことは稀である。英語ではskullまたはcranium、複数形craniaである。
白骨化した頭蓋骨は髑髏（どくろ、されこうべ、しゃれこうべ）と呼ばれる。頭蓋骨に関する文化的な側面はそちらを参照の事。
脳を収めている脳頭蓋（神経頭蓋）と、顔面部を構成する顔面頭蓋（内臓頭蓋）に分けられる。内臓頭蓋（英語:Viscerocranium）は、顔の部分を構成するフェイシカル・スケルトンからなる membranous viscerocranium、Splanchnocraniumからなる cartilaginous viscerocranium(軟骨性内臓頭蓋)に細分化される。

## ヒトの頭蓋骨
ヒトの場合では、成人の頭蓋骨は通常28個の骨から構成される。下顎を除いて、頭蓋の骨格はすべて縫合（移動をほとんど許さない厳密な接合）によって互いに連結されている。幼児の脳が大きく成長するのに合わせるため頭蓋骨は複数が組み合わさってできている。
8個の骨格が神経頭蓋すなわち脳と延髄を囲む骨の保護円蓋を形成する。14個の骨格が内臓頭蓋（顔を支持する骨格）を形成する。中耳の6個の耳小骨は側頭骨の内側に包まれる。喉頭を支持する舌骨は頭蓋骨の一部と通常見なさない。舌骨は他の骨と連結していないからである。

### 頭蓋骨の発生
頭蓋は複雑な構造である。その骨格は膜性骨発生と軟骨性骨発生の両方によって形成される。内臓頭蓋の骨格、および神経頭蓋の側面および屋根は、膜性骨発生（あるいは真皮の骨化）によって形成される一方、脳を支持する骨格（後頭骨、蝶形骨、側頭骨、及び篩骨）は、おおむね梁軟骨や旁索軟骨などに起因する軟骨性骨発生によって形成されている。
誕生の時、ヒトの頭蓋骨は45個に分かれている骨的要素から構成される。成長とともに、これらの骨的要素の多くは、徐々に癒合して硬骨（例えば前頭骨）になる。頭蓋の天井をなす頭蓋冠は、前頭縫合、矢状（しじょう）縫合、ラムダ縫合、冠状縫合、鱗状縫合と呼ばれる5つの縫合という緻密性結合組織によって分けられる。新生児は産道を通過するときや成長のため、これらの部位は繊維状で移動可能になっている。
縫合の交点にある比較的広い結合組織の部分は泉門とよばれる。成長および骨化が進行するにつれ、泉門の結合組織に骨が入り込み、置き換わる。後部の泉門（小泉門）は、通常8週までに閉じる。しかし、前部の泉門（大泉門）が閉じるのはそれより遅く、18か月前後まで残る場合もある。前部の泉門は、前頭骨と頭頂骨の交点に位置し、赤ん坊の額にある「ひよめき」と呼ばれるものである。

### 病理
脳が外力をうけたり損傷した場合、重症になることがある。通常は、頭蓋骨はその硬い性質により損傷から脳を保護するが、髄膜血管の出血や、脳自体の損傷によって、頭蓋内圧が高くなることがありえる。脳が膨張するための空間がないので、過大な頭蓋内圧が進行すると、大孔（大後頭孔）から延髄～脳幹部が脱出し、最終的にはヘルニアとなる（大後頭孔ヘルニア）。この段階に達すれば死は不可避であり、緊急手術により予防的な内圧低下措置が必要である。このため、脳に損傷を受けた患者は注意深く観察しなければならない。受傷直後は症状、頭蓋内圧上昇が軽微であっても、脳浮腫が時間とともに進行し、急激な転帰を見せることは珍しくない。
古来より、穿頭と呼ばれる頭蓋骨の手術が、単に人命救助の技術としての試みというだけではなく、しばしば神秘的な理由で実行されている。
頭蓋骨はさらに鼻腔穴を含んでいる。髄膜は頭蓋骨と脳を分ける薄膜である。
目や髪､肌の色といった骨に残らない特徴とともに頭蓋も系統関係を示すことは考古学者や法医学者に知られている。

### ヒトの頭蓋骨を構成する骨

ヒトの頭蓋骨の3DCTスキャン映像

| 1:前頭骨、2:鼻骨、3:頭頂骨、4:側頭骨、5:蝶形骨、6:涙骨,7:頬骨、8:篩骨、9:上顎骨、10:下顎骨 |  | 1:前頭骨、2:頭頂骨、3:鼻骨、4:篩骨、5:涙骨、6:蝶形骨、7:後頭骨、8:側頭骨、9:頬骨、10:上顎骨、11:下顎骨 |
| 1:前頭骨、2:鼻骨、3:頭頂骨、4:側頭骨、5:蝶形骨、6:涙骨,7:頬骨、8:篩骨、9:上顎骨、10:下顎骨 |  | 1:前頭骨、2:頭頂骨、3:鼻骨、4:篩骨、5:涙骨、6:蝶形骨、7:後頭骨、8:側頭骨、9:頬骨、10:上顎骨、11:下顎骨 |

#### 脳頭蓋
- 前頭骨
- 頭頂骨(2)
- 側頭骨(2)
- 後頭骨
- 蝶形骨
- 篩骨

#### 顔面頭蓋
- 下顎骨
- 上顎骨(2)
- 口蓋骨(2)
- 頬骨(2)
- 鼻骨(2)
- 涙骨(2)
- 鋤骨
- 下鼻甲介(2)
- 舌骨

#### 耳小骨
- 槌骨(2)
- 砧骨(2)
- 鐙骨(2)

#### ウォーム骨 (インカ骨を含む)
通常の骨化の中心のほかに、他のものが生じることがあり、そうした過程では、縫合骨あるいはウォーム骨（英語: Wormian bones）と名づけられた不規則な孤立した骨が生じる。それらは、ラムダ縫合に最も頻繁に生じる。泉門、特に後部泉門で時々見られるが、ここに生じた大きなサイズの骨をインカ骨と呼ぶこともある。別の部位に生じるこの種の骨、プテリオン小骨は、頭頂骨の蝶形の隅と蝶形骨の大翼の間にできることがあって、多かれ少なかれ頭蓋骨の両横に左右対称に位置するがサイズが異なる傾向を持っている。それらの数は、一般に2または3個までに限られるが、成人の水頭症患者の頭蓋骨で100個以上が見つかったことがある。

### 頭蓋骨のその他の特徴

#### 頭蓋骨の孔
以下は頭蓋骨に開いている孔と、その孔を通っているものの一覧である。
腹側から背側の順で並んでいる。
- 盲孔 -  上矢状静脈洞への導出静脈
- 篩板の孔 - 嗅神経線維束
- 後篩骨孔 - 後篩骨動脈、後篩骨静脈、および後篩骨神経
- 視神経管 - 視神経 (II)、 眼動脈
- 上眼窩裂
  - 動眼神経 (III)
  - 滑車神経 (IV)
  - 眼神経(V1)の枝である涙腺神経、前頭神経、鼻毛様体神経
  - 外転神経 (VI)
  - 上眼静脈
- 正円孔 - 上顎神経 (V2)
- 卵円孔
  - 下顎神経 (V3)
  - 副硬膜枝
  - 小錐体神経
- 棘孔
  - 中硬膜動脈および中硬膜静脈
  - 下顎神経硬膜枝
- 頸動脈管
  - 内頚動脈
  - 内頚動脈神経叢
- 破裂孔
  - 線維軟骨が埋める
  - 大錐体神経
  - 深錐体神経
- 小錐体神経裂溝
- 大錐体神経裂溝
- 内耳孔
  - 顔面神経 (VII)
  - 内耳神経(VIII)
  - 迷路動脈
- 頚静脈孔
  - 下錐体静脈洞
  - 舌咽神経(IX)
  - 迷走神経 (X)
  - 副神経 (XI)
  - S状静脈洞
  - 後硬膜動脈
  - 内頚静脈
- 舌下神経管- 舌下神経 (XII)
- 大後頭孔
  - 延髄
  - 椎骨動脈
  - 椎骨動脈の髄膜枝
  - 副神経(XI)の脊髄根

#### 顕著な縫合線
ほとんどの縫合線は、そこで接合する骨によって呼称する。
しかし、いくつかのものは特別の名前を持っている。
- 矢状縫合(しじょうほうごう　Sagittal suture) - 正中線に沿った頭頂骨の間。
- 冠状縫合(Coronal suture) - 前頭骨と頭頂骨の間。
- ラムダ形縫合(Lambdoidal suture) - 頭頂骨と後頭骨の間。その形が漢字の「人」に似ているので、「人字(じんじ)縫合」とも言った。
- 鱗状縫合(Squamosal suture) - 頭頂骨と側頭骨の間。
- 前頭縫合(Metopic suture) - 前頭骨の左右中間部にある縫合（注：通常は6歳頃に消失。残存する場合にこう呼ぶ）。